# Cel mai mare divizor comun
Un număr întreg {\displaystyle d} se numește cel mai mare divizor comun (prescurtat c.m.m.d.c.) a numerelor întregi {\displaystyle a} și {\displaystyle b} dacă și numai dacă pentru orice divizor comun {\displaystyle c} al lui {\displaystyle a} și {\displaystyle b}, {\displaystyle c} este un divizor al lui {\displaystyle d}.
Este numit c.m.m.d.c. un număr întreg {\displaystyle d} având proprietățile:
- {\displaystyle d|a} și {\displaystyle d|b} ({\displaystyle d} este divizor comun al numerelor {\displaystyle a} și {\displaystyle b});
- orice alt divizor comun {\displaystyle d'} al numerelor {\displaystyle a} și {\displaystyle b} divide pe {\displaystyle d} (adică ({\displaystyle d'|a} și {\displaystyle d'|b=>d'|d})).

Teorema:
Fie {\displaystyle a} și {\displaystyle b} două numere întregi. Atunci există exact două numere întregi opuse, {\displaystyle d} și {\displaystyle (-d)}, cu statut de c.m.m.d.c. al numerelor {\displaystyle a} și {\displaystyle b}.
Observație: Numărul pozitiv dintre cele două se noteaza {\displaystyle (a;b)}, iar valoarea sa se calculează folosind algoritmul lui Euclid.
Teorema:
Fie {\displaystyle a} și {\displaystyle b} două numere întregi și {\displaystyle d} un c.m.m.d.c. al lor (oricare din cei doi). Atunci există două numere întregi, {\displaystyle k1} și {\displaystyle k2}, astfel încât {\displaystyle d} {\displaystyle =} {\displaystyle k}{\displaystyle 1} {\displaystyle .} {\displaystyle a} {\displaystyle +} {\displaystyle k}{\displaystyle 2} {\displaystyle .} {\displaystyle b}.
Exemplu:
Dacă {\displaystyle -3=(6;9)}, atunci există numerele întregi {\displaystyle -2} și {\displaystyle 1}, astfel încât {\displaystyle -}{\displaystyle 3} {\displaystyle =} {\displaystyle (}{\displaystyle -}{\displaystyle 2}{\displaystyle )} {\displaystyle .} {\displaystyle 6} {\displaystyle +} {\displaystyle 1} {\displaystyle .} {\displaystyle 9}.
Observatii:
Două numere întregi {\displaystyle a} și {\displaystyle b} se numesc prime între ele dacă {\displaystyle (a;b)=1}. Deducem că două numere întregi {\displaystyle a} și {\displaystyle b} sunt prime între ele dacă și numai dacă există două numere întregi, {\displaystyle k1} și {\displaystyle k2}, astfel încât {\displaystyle 1} {\displaystyle =} {\displaystyle k}{\displaystyle 1} {\displaystyle .} {\displaystyle a} {\displaystyle +} {\displaystyle k}{\displaystyle 2} {\displaystyle .} {\displaystyle b}.
Algoritmul privind calculul c.m.m.d.c.:
1. Se descompun numerele în factori primi;
2. Se aleg factorii primi comuni (o singură dată fiecare), cu exponentul cel mai mic și se înmulțesc între ei.

Produsul obținut este c.m.m.d.c. căutat.
Exemplu:
- {\displaystyle a=12=2^{2}\cdot 3},
- {\displaystyle b=8=2^{3}},
- {\displaystyle c=20=2^{2}\cdot 5},

Deci:
{\displaystyle d=2^{2}=4}
Prin urmare:
{\displaystyle d=(12,8,20)=4}